# Butokukai Germany

Kokusai Butokukai / Butokukai Germany

Der Butokukai Germany e.V. (jap. 德國武徳会) ist ein deutscher Kampfkunstverband zur Förderung der Kampfkunst des Shorinji ryu (Karate, Kobudo, Tai Chi) des Stilbegründers Großmeister Richard Kim (* 1917; † 2001), Hanshi, 10. Dan.
Der Butokukai Germany wurde im Jahre 1996 von Stephan Peitz im Einvernehmen mit Großmeister Richard Kim und Jean Chalamon, Meijin, 10. Dan, gegründet.
Im Jahre 2001 folgte der Eintrag als gemeinnützige Organisation in das Vereinsregister. Der Verband mit Sitz in Ostfildern ist Mitglied des Kokusai Butokukai und Butokukai Europe.

## Verbandszweck
Der Zweck des Verbandes ist die Förderung der traditionellen Kampfkunst Shorinji Ryu, bestehend aus dem Karate Do, Okinawa Kobudo, Tai Chi, sowie Chi Kung. Der Satzungszweck wird verwirklicht insbesondere durch das Lehren und Lernen der Kampfkunst Shorinji Ryu, die Durchführung sportlicher Veranstaltungen sowie durch den nationalen und internationalen Austausch. Der Verband verfolgt ausschließlich und unmittelbar gemeinnützige Zwecke. Der Verband ist selbstlos tätig; er verfolgt nicht in erster Linie eigenwirtschaftliche Zwecke.

## Namensbedeutung
Butokukai (武徳会 Kampfkunstverband), Deutschland (德國)
- Bu (武 Krieger, Waffen)
- Toku (徳 Tugend, Moral)
- Kai (会 Verband)

## Geschichte
Der Name Butokukai geht zurück auf die Dai Nippon Butokukai (DNBK) die 1895 in Kyōto, Japan mit offizieller Zustimmung des Kaiserhauses gegründet wurde. Großmeister Richard Kim wurde im Jahr 1939 Mitglied der DNBK. Nach dem Zweiten Weltkrieg wurde die DNBK auf Drängen der Alliierten aufgelöst, da die Nähe zum paramilitärischen und ultranationalistischen Black Dragon Society (Armur-Bund), kein Wohlwollen fand.
Nach der Unterzeichnung des Friedensvertrages zwischen den USA und Japan wurde die DNBK als private Budo-Organisation im Jahre 1953 unter dem Vorsitz von Ōno Kumao wiederbelebt. Als enger Freund von Ōno Kumao wurde Richard Kim gebeten, die DNBK außerhalb Japans zu vertreten. Dies war 1959 in San Francisco die Grundsteinlegung für die Zen Bei Butoku Kai (Great American Martial Arts Association). Die wachsenden internationale Beziehungen jenseits der USA erforderte die Gründung eines internationalen Kampfkunstverbandes. So entstand im Jahr 1976 die Organisation Butokukai International unter der Leitung von Richard Kim. In diesem Jahr besuchte Richard Kim und Richard Lee erstmals Deutschland. Im Jahre 1996 veranlasste Stephan Peitz im Einvernehmen mit Jean Chalamon und Richard Kim die Gründung des Butokukai Germany. Nach 60 Jahren verließ Großmeister Richard Kim 1999 die DNBK aufgrund von innenpolitischer Differenzen. Als erster Deutscher erhält Stephan Peitz 2001 die Menkyo Kaiden (Offizielle Lehrlizenz) des Shorinji Ryu. Nach dem Tod von Richard Kim wurde der Butokukai International 2001 aufgelöst und der Butokukai Germany zum e.V. umgewandelt.
Die Änderung des Logo wurde 2006 notwendig, um sich klar von der DNBK zu unterscheiden.

## Vertretung
Technischer Direktor Shorinji Ryu
- Stephan Peitz, Kyoshi, 7. Dan

Technischer Direktor Kobayashi Ryu
- Josef Blum, Kyoshi, 8. Dan

## Das Emblem
Der Rand symbolisiert die Tugenden der Kampfkünste und die Strahlen mit dem orangefarbenen Hintergrund stehen für die aufgehende Sonne.
Die Kalligrafie 忍 bedeutet „Geduld“.